# Christopher Czerapowicz
Christopher Czerapowicz, född den 15 september 1991 i Kortedala, är en svensk basketspelare som spelar för polska GTK Gliwice.

## Biografi
Christopher Czerapowicz inledde sin karriär i Södertälje och spelar 2024 för GTK Gliwice i polska ligan. Han har även representerat det svenska landslaget där han debuterade 2017.